# Cyclura nubila caymanensis
L'iguana delle Cayman (Cyclura nubila caymanensis Barbour & Noble, 1916) è una sottospecie gravemente minacciata dell'iguana di Cuba (Cyclura nubila). È originaria di due isole a sud di Cuba: Cayman Brac e Little Cayman, note anche come Sister Isles a causa della loro forma simile e della vicinanza tra loro. Questa sottospecie è minacciata dallo sviluppo delle infrastrutture umane e della predazione da parte di cani e gatti randagi. A Cayman Brac è quasi estinta (ne rimangono meno di 100 esemplari), mentre Little Cayman ne ospita una popolazione di circa 1500 capi.

## Tassonomia
L'iguana delle Cayman, Cyclura nubila caymanensis, è endemica delle isole di Little Cayman e Cayman Brac. È una sottospecie dell'iguana di Cuba. È stata introdotta anche a Grand Cayman, dove si è incrociata con l'iguana blu (Cyclura lewisi), endemica dell'isola.
Il nome generico (Cyclura) deriva dalle parole greche cyclos (κύκλος) che significa «circolare» e ourá (οὐρά) che significa «coda», in riferimento agli spessi anelli della coda caratteristici di tutte le Cyclura. Il nome specifico, nubila, deriva dal latino e significa «grigio», ma in questo caso si tratta della forma latinizzata del cognome di John Edward Gray, lo zoologo britannico che descrisse per primo l'iguana di Cuba come specie nel 1831, e non al colore di base dell'animale. Il nome sottospecifico caymanensis si riferisce alle isole dove vive.
Gli zoologi Thomas Barbour e Gladwyn Kingsley Noble descrissero per la prima volta l'iguana delle Cayman come specie a sé nel 1916. Chapman Grant, in una monografia pubblicata nel 1940, la classificò invece come una sottospecie: Cyclura macleayi caymanensis.
Nel 1975 Albert Schwartz e Thomas le assegnarono l'attuale nome trinomiale, Cyclura nubila caymanensis. Essi stabilirono che questa lucertola era una sottospecie di Cyclura nubila, la specie nota comunemente come iguana di Cuba (a partire dalla quale si è evoluta e con la quale potrebbe accoppiarsi se posta assieme ad essa in condizioni artificiali).

## Descrizione

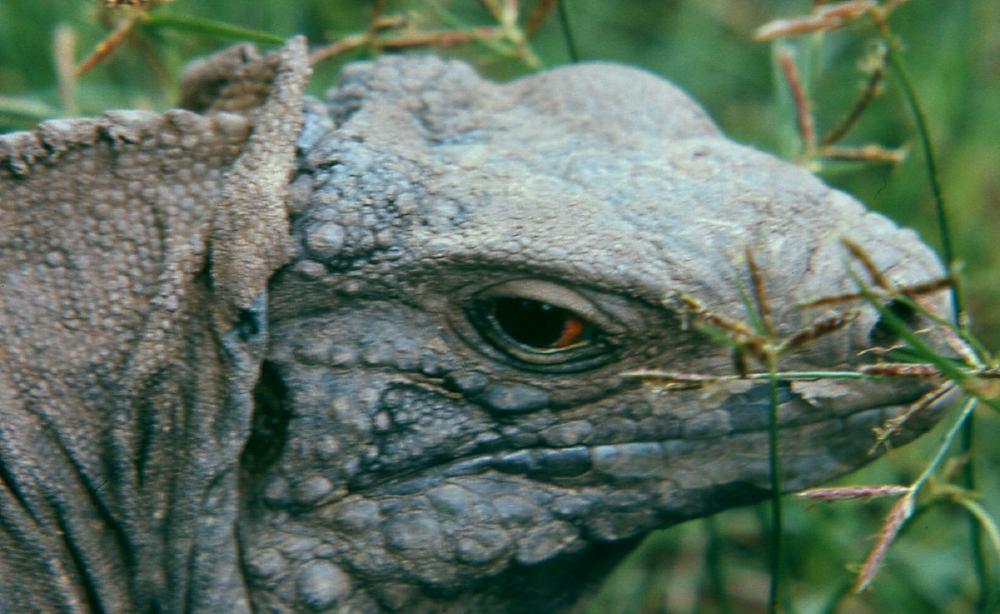
Esemplare in cattività agli Hope Gardens (Giamaica).

L'iguana delle Cayman, Cyclura nubila caymanensis, è un animale di dimensioni medio-grandi dalla lunghezza media totale compresa tra i 75 e i 100 cm. I maschi sono notevolmente più grandi delle femmine. Da adulta, l'iguana delle Cayman ha la pelle di colore variabile dal grigio chiaro al verde, con la testa di colore blu chiaro o rosa-rossastro, mentre le femmine hanno una tonalità che vira maggiormente sul verde oliva, e priva di zone rosse o blu. Gli esemplari giovani tendono ad essere di un colore uniforme marrone scuro o verde con deboli fasce scure. Il caratteristico colore nero dei piedi contrasta nettamente con la più chiara colorazione del resto del corpo. Gli occhi sono generalmente di colore variabile dal marrone al rosso sangue. Un esemplare appartenente a questa sottospecie, vissuto 33 anni, è risultato essere uno dei membri più longevi del genere Cyclura.
Questa specie, come altre del genere Cyclura, presenta dimorfismo sessuale; i maschi sono più grandi delle femmine, hanno creste dorsali più grandi e pori femorali sulle cosce, usati per rilasciare feromoni, più sviluppati.

## Distribuzione e habitat

Le isole Cayman.

Originaria delle isole di Little Cayman e Cayman Brac, questa sottospecie è stata introdotta anche su Grand Cayman.
Come altri membri del genere Cyclura, l'iguana delle Cayman ha bisogno di aree idonee in cui scaldarsi al sole, trovare cibo, nidificare e nascondersi. A Little Cayman questi requisiti vengono soddisfatti in una vasta gamma di habitat dell'interno, anche se le iguane sono ampiamente disperse.
Nel corso di un accurato censimento su Cayman Brac, nel 2012, sono stati contati e contrassegnati 86 esemplari. Uno di questi è stato ucciso da un veicolo nell'aprile 2012. Vi sono, tuttavia, altri individui che sono stati avvistati ma non ancora catturati e contrassegnati.

## Biologia

### Alimentazione
Come tutte le specie di Cyclura, l'iguana delle Cayman è prevalentemente erbivora, e consuma foglie, fiori e frutti di oltre 100 differenti specie di piante. Questa dieta viene molto raramente, se non addirittura mai, integrata con sostanze di origine animale.

### Riproduzione
L'accoppiamento ha luogo tra aprile e maggio a seconda della fine della stagione secca, e in maggio o giugno viene deposto un numero di uova variabile tra 7 e 25 a seconda delle dimensioni e dell'età della femmina. Costrette ad abitare nell'entroterra delle isole, dove il suolo è roccioso, le femmine spesso devono dirigersi verso le aree costiere per poter costruire i loro nidi nella sabbia. I piccoli emergono dai nidi tra agosto e i primi di settembre.

## Conservazione

### Stato di conservazione
L'iguana delle Cayman viene attualmente classificata come specie in pericolo critico dalla lista rossa IUCN delle specie minacciate. La sottospecie gioca un ruolo di vitale importanza per l'ecosistema originario come dispersore di semi per la vegetazione, e la sua estinzione potrebbe avere serie conseguenze per molte piante di Little Cayman e Cayman Brac non presenti altrove.

### Cause del declino
La distruzione dell'habitat è il principale fattore che minaccia il futuro di questa iguana. Le iguane nidificano nella sabbia delle spiagge che costituiscono uno dei principali beni immobili di Little Cayman.
Le predazioni che i ratti effettuano sui piccoli, i gatti randagi sui piccoli e i sub-adulti e i cani randagi sugli adulti sono tutte pressioni che gravano sulla popolazione selvatica rimasta su entrambe le isole.
Le iguane delle Cayman vengono inoltre investite di frequente dai veicoli.

### Programmi di conservazione
Per questa sottospecie non esiste un vero e proprio programma di riproduzione in cattività, ma qualcosa di simile potrebbe essere garantito alla popolazione di Cayman Brac. In quanto quest'ultima è risultata essere geneticamente identica alla popolazione di Little Cayman, onde evitare perdita di diversità genetica, sarà possibile introdurre, se necessario, alcuni esemplari provenienti dalla più numerosa popolazione di Little Cayman.

### Esemplari in cattività
Esemplari di iguana delle Cayman sono presenti in cattività, sia in collezioni pubbliche che private. I collezionisti privati hanno istituito un vero programma di riproduzione in cattività (sia con esemplari puri che, più raramente, con individui incrociati con iguane blu, iguane di Cuba o talvolta con entrambe), riducendo al minimo la domanda di esemplari selvatici catturati per il commercio di animali domestici.